# Ice stock
Ice stock znany również jako Curling Bawarski (niem. Stockschießen) – dyscyplina sportowa, będąca odmianą curlingu, która polega na rzucaniu po kolei przez zawodników na lód stocków (niem. Eisstock, specjalny sprzęt sportowy w formie kija o długości około 30 cm przymocowanego do powierzchni ślizgowej), tak aby stock przesuwał się po lodzie w określonym kierunku. Celem gry jest rzucenie stocków w taki sposób, aby - w zależności od rodzaju gry - zatrzymał się on jak najbliżej celu (niem. Daube) lub odleciał jak najdalej.
Sport, głównie uprawiany w południowych Niemczech, Austrii i Trentino-Alto Adige / Südtirol we Włoszech. Chociaż sport jest tradycyjnie rozgrywany na lodowej nawierzchni, w lecie odbywają się także imprezy na asfalcie.

## Reguły gry
W grze biorą udział dwie drużyny złożone z czterech graczy. Gra składa się z sześciu endów (okresów). W jednym endzie każdy gracz może wykonać jeden rzut. Tak więc, każda drużyna wykonuje cztery rzuty na end. Zespół składa się z czterech głównych graczy i jednego rezerwowego. Zastępowanie jednego gracza drugim jest dozwolone tylko między endami. Jeśli podczas jednej gry gracz nie może kontynuować gry z powodu kontuzji, może on zostać natychmiast wymieniony, odwrotna wymiana jest niedozwolona. Podczas oficjalnych zawodów dopuszcza się udział trzech graczy w jednej drużynie, w tym przypadku drużyna wykonuje tylko trzy strzały. Udział drużyny dwóch osób w oficjalnych zawodach jest niedozwolony. Ostateczne mecze na zawodach mogą składać się z więcej niż sześciu liczb endów, podczas gdy liczba endów musi być wielokrotnością szóstki, czyli 6, 12, 18 itd. Punktacja w tym przypadku jest przeprowadzana tak, jak w przypadku jednej gry, czyli punkty zdobyte przez drużynę w każdym endzie są sumowane.

## Zawody Ice stock

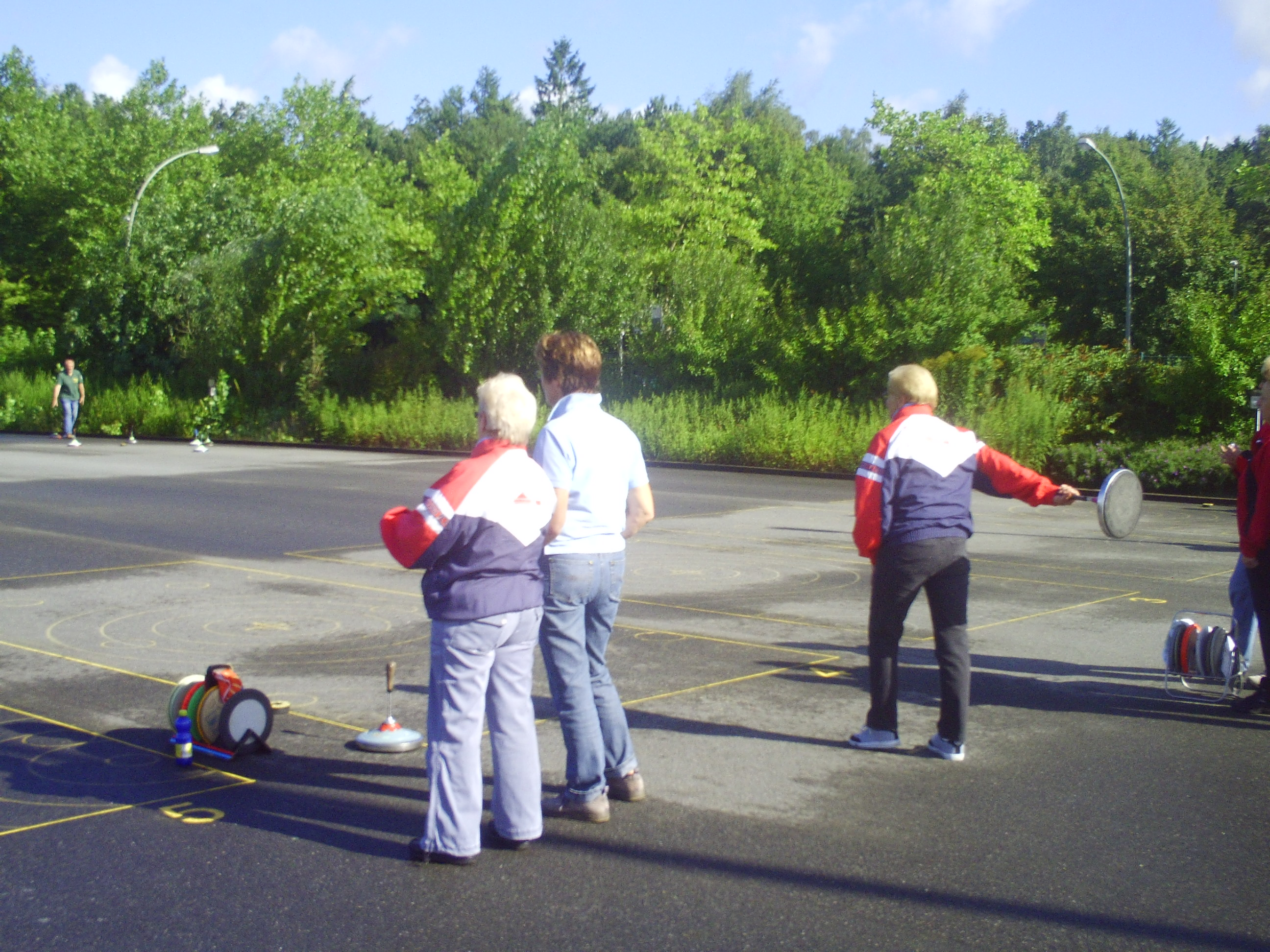
Turniej Ice stock latem

Zawody Ice stock najczęściej odbywają się w obiektach zamkniętych na lodowiskach.
Najpopularniejsze konkurencje to:
- zawody drużynowe,
- rzuty „na dystans”,
- rzuty „na celność”.

W każdej z tych konkurencji rozgrywa się mistrzostwa, cykliczne zawody pucharowe i rozliczne zawody lokalne. Pierwsze mistrzostwa świata w ice stocku zorganizowano we Włoszech w 1983 roku i odbywają się cyklicznie co dwa lata. Jest zarządzana przez International Federation Icestocksport.
Ice stock został dwukrotnie pokazany na Zimowych Igrzyskach Olimpijskich.